# Republican Sinn Féin
Pour les articles homonymes, voir Sinn Féin (homonymie).
Le Republican Sinn Féin (RSF, en irlandais : Sinn Féin Poblachtach, en français : Sinn Féin républicain, Sinn Féin signifiant « nous-mêmes ») est un mouvement politique républicain actif en Irlande et en Irlande du Nord. L'organisation est placée sur la liste officielle des organisations terroristes des États-Unis.
En 1986, le Sinn Féin, sous l'impulsion de Gerry Adams, abandonne l'abstentionnisme, caractéristique traditionnelle du républicanisme irlandais, au profit d'une plus large participation aux élections. Opposé à cette nouvelle ligne, le président du Sinn Féin, Ruairí Ó Brádaigh, forme le Republican Sinn Féin. Il est rejoint par Dáithí Ó Conaill, chef d'État-major de l'IRA provisoire, Billy McKee… Opposé au processus de paix, le RSF soutient la lutte armée. Si lors de la scission, l'IRA provisoire avait interdit aux partants de créer un nouveau groupe armé, l'Armée républicaine irlandaise de la Continuité est suspectée d'être l'aile militaire du RSF,.